# ایزابلا چارتوریسکا

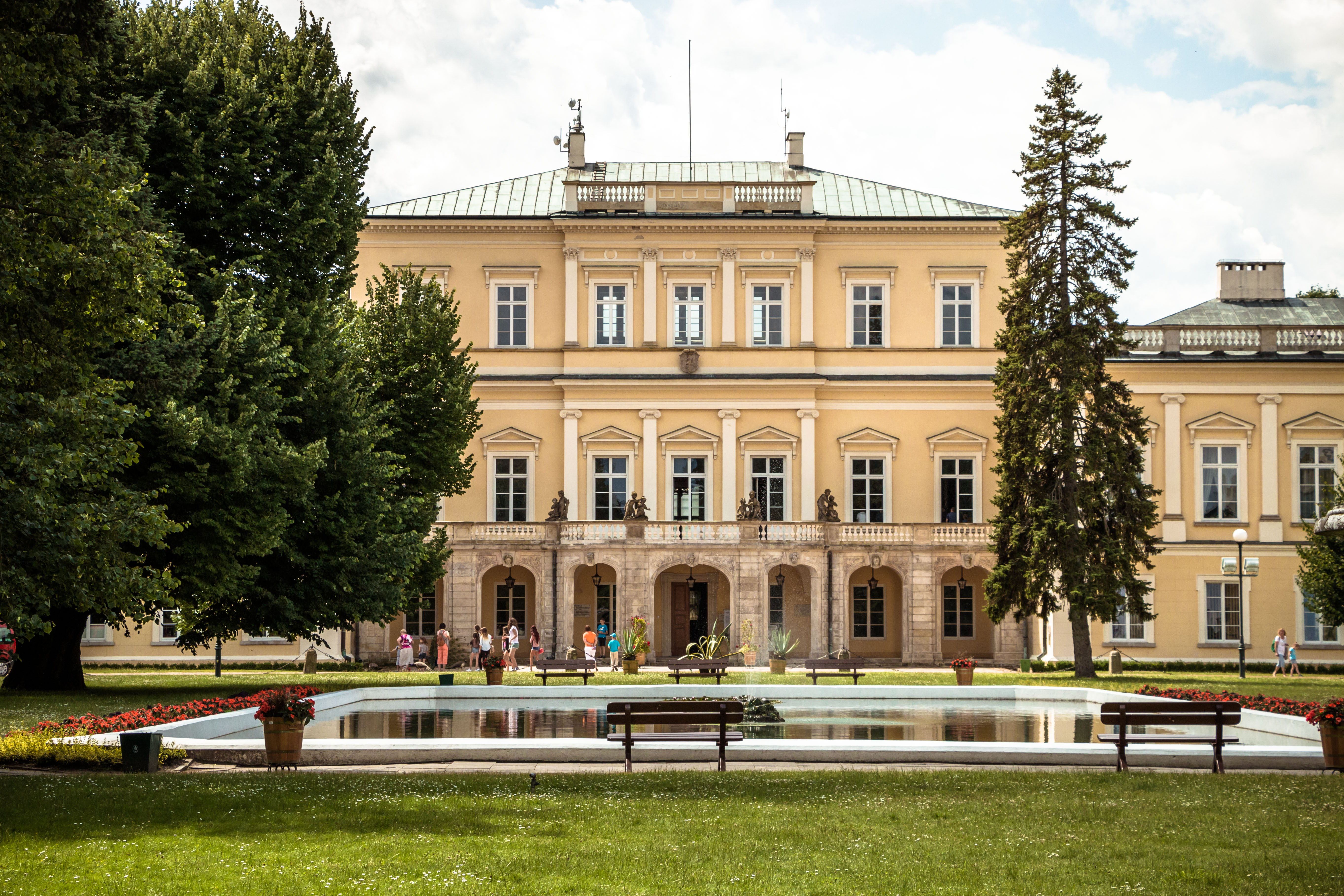
کاخ چارتوریسکی در پوواوه

الژبیتا ایزابلا دوروتا چارتوریسکا (لهستانی: Elżbieta "Izabela" Dorota Czartoryskaِ ‏ ۳ مارس ۱۷۴۶ – ۱۵ ژوئیهٔ ۱۸۳۵) با نام خانوادگی دوشیزگی فلمینگ یک شاهدخت لهستانی، نویسنده، کلکسیونر آثار هنری و از چهره‌های برجسته عصر روشنگری کشور لهستان بود. او همسر آدام کاژمیش چارتوریسکی و یکی از اعضای حزب سیاسی با نفوذ فامیلیا بود. او همچنین به دلیل بنیان‌گذاری نخستین موزه لهستان، یعنی «موزه چارتوریسکا» که اکنون در شهر کراکوف قرار دارد، شناخته شده است.

## زندگی‌نامه
او دختر کُنت گئورگ دتلف فون فلمینگ (لهستانی: هرابیا یژی دتلف فلمینگ) و پرنسس آنتونینا چارتوریسکا بود.
در ۱۸ نوامبر ۱۷۶۱، در شهر ووچین، او با شاهزاده آدام کاژمیش چارتوریسکی ازدواج کرد، بنابراین یک شاهزاده خانم شد. پسرش آدام یرژی چارتوریسکی در خاطرات خود نوشت که قبل از ازدواج، ایزابلا به آبله مبتلا شد و عمه او، الژبیتا ایزابلا لوبومیرسکا، در وحشت از چهره چال و چوله‌دار آبله‌ای عروس، تلاش کرد از ازدواج او با برادرش جلوگیری کند که البته به جایی نرسید.
شایعه شده بود که او با سفیر روسیه در لهستان، نیکولای واسیلیویچ رپنین، که گفته می‌شد پدر واقعی پسرش آدام گئورگ چارتوریسکی بوده، رابطه عاشقانه نامشروع داشته است.
او همچنین رابطه‌ای با ارمان-لوئی دو گنتو بیرون داشت، که خودش در «خاطرات» خود می‌گوید پدر پسر دومش کنستانتی آدام است.
در پاریس در سال ۱۷۷۲، او با بنجامین فرانکلین که بعدها یکی از رهبران انقلاب آمریکا شد، و فیلسوفان فرانسوی ژان-ژاک روسو و ولتر که ایده‌های جدیدی را به نظم قدیم می‌آوردند، ملاقات کرد.
در سال ۱۷۷۵، چارتوریسکا به همراه همسرش، کاخ چارتوریسکی در پوواوه را به‌طور کامل به یک محفل ادبی و مکان اجتماعات فکری و سیاسی تبدیل کردند. دربار او یکی از لیبرال‌ترین و مترقی‌ترین دربارهای مشترک المنافع بود، اگرچه برخی از جنبه‌های رفتار او باعث برخی شایعات و رسوایی‌ها نیز شد.
ایزابلا استعداد نقاش جوان الکساندر ارووسکی را کشف کرد و از او حمایت مالی کرد.
هنگامی که به همراه دخترش ماریا ویرتمبرسکا برای ازدواج او در پروس بود، او ترس خود را از مسموم شدن همسرش به فردریک کبیر گفت که همین موضوع باعث اختلاف سیاسی بین او و فردریک کبیر شد. فردریک خندید و به او گفت که فقط پادشاهان مسموم می‌شوند و به گفته ویریدیانا فیزروا، گفتگو را در دربارش در جهت تمسخر ایزابلا پخش کرد.
ایزابلا در سال ۱۷۸۴ به حزب میهن‌پرستان پیوست.
پس از سرکوب قیام کوشچوشکو پسران او آدام کئورگ و کنستانتی آدام توسط امپراتور روسیه کاترین دوم به عنوان گروگان سیاسی گرفته شدند.
در سال ۱۷۹۶، ایزابلا دستور بازسازی کاخ ویران شده در پوواوه را داد و موزه ای را راه اندازی کرد. از جمله نخستین اشیایی که گنجانده شد غنائمی از امپراتوری عثمانی بود که توسط نیروهای پادشاه لهستان ژان سوم سوبیسکی در نبرد وین در سال ۱۶۸۳ به غنیمت گرفته شده بود. گنجینه‌های سلطنتی لهستان و میراث تاریخی خانواده لهستانی نیز شامل موارد به نمایش‌درآمده در این موزه می‌شد. در سال ۱۸۰۱ ایزابلا «معبد سیبیل» را که «معبد حافظه» نیز نامیده می‌شود، افتتاح کرد. این موزه شامل اشیایی با اهمیت احساسی مربوط به شکوه‌ها و بدبختی‌های زندگی بشر بود. در جریان شورش نوامبر در سال ۱۸۳۰، موزه بسته شد. آدام گئورگ چارتوریسکی، پسر ایزابلا، که به تبعید در پاریس رفت، اشیای باقی مانده از موزه را به اوتل لامبر منتقل کرد. سرانجام پسرش ووادیسواف چارتوریسکی این موزه را در سال ۱۸۷۸ در کراکوف، به شکل کنونی‌اش بازگشایی کرد.